# West-Fries (schip, 1907)
De WEST-FRIES is varend erfgoed en een schip dat werd gebruikt om er "alles wat geld opbracht" mee te vervoeren. Van 1917 tot begin jaren '70 bijvoorbeeld hout en graan op de Oostzee en koemest uit Friesland naar de bollenstreek. Mest lag in het ruim tot aan de luiken. Tijdens de tocht over de toenmalige Zuiderzee begon de stront een keer te gisten, de geur heeft er nog een tijd gehangen.
Bekend is ook dat het een keer tijdens een stormachtige nacht achter twee ankers met drie kinderen aan boord voor de haven van Enkhuizen lag, die ze wegens het onstuimige weer niet binnen konden varen. Later werd het voor de visserij vanuit Stavoren ingezet. De huidige eigenaren namen het van de vorige, een visser, als één bonk roest over.
De mast strijken gebeurt met twee bokkenpoten, een klus van zo'n anderhalf tot twee uur.

## De motor
De tweecilinder motor, een blauwe tweecilinder Deutz, moet eerst doorgesmeerd en getornd worden. Dat wil zeggen dat het vliegwiel wordt gedraaid tot het 'op stand' staat, dan wordt er een in zwavel gedoopt lontje via de cilinderwand in de verbrandingsruimte gedraaid en wordt de motor gestart door tien atmosfeer perslucht op de zuiger te zetten.

## De ligplaats
Het schip ligt in De Kolk te Delft tegenover een historisch pakhuis op nr. 8 aan de Scheepmakerij, dat stamt uit 1650. Het oudste pandje buiten de stadsmuren. Het staat al op de oudste stadsplattegrond van Delft. Het is door de schippers van het schip gerestaureerd en ingericht als scheepstimmerwerkplaats voor het vervaardigen van houten scheepsonderdelen zoals masten, zwaarden en roeren, maar het kan ook dienen als expositieruimte.

## Liggers Scheepmetingsdienst[4]
| Meetnummer      | District en volgnr. | Meetdatum         | Meetplaats | Lengte [m] | Breedte [m] | Inzinking [m] | Waterverplaatsing [ton] | Naam                | Eigenaar      | Domicilie |
| --------------- | ------------------- | ----------------- | ---------- | ---------- | ----------- | ------------- | ----------------------- | ------------------- | ------------- | --------- |
| D2000N          | Dordrecht 2000      | 18 september 1907 | Dordrecht  | 24,70      | 4,93        | –             | 147,225                 | DIEVERTJE CATHARINA | B.J. van Laar | Hoorn     |
| Andere naam:    |                     |                   |            |            |             |               |                         | WEST-FRIES          |               |           |
| Andere eigenaar |                     |                   |            |            |             |               |                         |                     | H. de Haan    | Medemblik |
| A9449N          | Amsterdam 9449      | 6 september 1937  | IJmuiden   | 24,85      | 4,94        | –             | 147,550                 | WEST FRIES          | H. de Haan    | Medemblik |
| G9095N          | Groningen 9095      | 5 augustus 1955   | Workum     | 24,85      | 4,94        | 1,91          | 143,707 ton             | WEST FRIES          | H. de Haan    | Medemblik |